# Wiktor Jermakow
Wiktor Fiodorowicz Jermakow (ros. Ви́ктор Фёдорович Ермако́в, ur. 9 września 1935 w Dniepropietrowsku) – radziecki dowódca wojskowy, generał armii.

## Życiorys
Od 1945 służył w Armii Radzieckiej, 1956 ukończył oficerską szkołę artylerii samobieżnej w Kijowie. Dowódca szkolnego plutonu czołgów, później kompanii czołgów. W 1970 ukończył Wojskową Akademię im. Frunzego w Moskwie, potem był zastępcą dowódcy pułku zmechanizowanego), następnie szefem sztabu pułku czołgów. Od 1973 dowódca pułku czołgów, wkrótce zastępca dowódcy dywizji zmotoryzowanej (raczej zmechanizowanej), 1976 ukończył Wojskową Akademię Sztabu Generalnego Sił Zbrojnych ZSRR, a 1982 wyższe kursy akademickie na tej uczelni. Od 1976 dowódca 15 Gwardyjskiej Dywizji Pancernej, od 1978 dowódca 28 Korpusu Armijnego, od 1980 dowódca 14 Armii w Odeskim Okręgu Wojskowym. V 1982 - XI 1983 dowódca 40 Armii, która prowadziła działania wojenne w Demokratycznej Republice Afganistanu w składzie Ograniczonego Kontyngentu Radzieckich Wojsk. Od 1983 I zastępca dowódcy Turkiestańskiego Okręgu Wojskowego, od 1984 dowódca Centralnej Grupy Wojsk stacjonującej w Czechosłowacji. Od 1987 dowódca Leningradzkiego Okręgu Wojskowego, od 1990 zastępca (wiceminister) ministra obrony - szef Głównego Zarządu Kadr Ministerstwa Obrony ZSRR. 6 II 1991 mianowany generałem armii przez prezydenta ZSRR Michaiła Gorbaczowa. Od IX 1991 na emeryturze. 1984-1988 deputowany do Rady Najwyższej Ukraińskiej SRR. Obecnie generalny inspektor Ministerstwa Obrony Federacji Rosyjskiej. Mieszka w Moskwie. Aktywny działacz organizacji kombatanckich byłych uczestników interwencji ZSRR w Afganistanie. 2006 wybrany I zastępcą przewodniczącego Rosyjskiego Komitetu Weteranów Wojny i Służby Wojskowej. Członek zarządu i prezydium Wszechrosyjskiej Organizacji Inwalidów Wojny w Afganistanie, członek zarządu i prezydium Związku Weteranów Afganistanu, przewodniczący Rady Wszechrosyjskiej Organizacji Weteranów Sił Zbrojnych Federacji Rosyjskiej.

## Odznaczenia
- Order „Za zasługi dla Ojczyzny” IV klasy
- Order Honoru
- Order Przyjaźni
- Order Czerwonego Sztandaru
- Order Czerwonej Gwiazdy
- Order „Za służbę Ojczyźnie w Siłach Zbrojnych ZSRR” III klasy
- Medal 100-lecia urodzin Lenina
- Medal „Za odwagę w pożarze”
- Medal jubileuszowy „Dwudziestolecia zwycięstwa w Wielkiej Wojnie Ojczyźnianej 1941–1945”
- Medal „W upamiętnieniu 800-lecia Moskwy”
- Medal „Weteran Sił Zbrojnych ZSRR”
- Medal „Za umacnianie braterstwa broni”
- Medal jubileuszowy „40 lat Sił Zbrojnych ZSRR”
- Medal jubileuszowy „50 lat Sił Zbrojnych ZSRR”
- Medal jubileuszowy „60 lat Sił Zbrojnych ZSRR”
- Medal jubileuszowy „70 lat Sił Zbrojnych ZSRR”
- Medal „Za nienaganną służbę” I klasy
- Medal „Za nienaganną służbę” II klasy
- Medal „Za nienaganną służbę” III klasy
- Odznaka „Wojny-Internacjonalisty"
- Order Czerwonego Sztandaru (Demokratyczna Republika Afganistanu)
- Medal „Od Błogosławionego Afgańskiego Narodu” (Demokratyczna Republika Afganistanu)
- Medal „W pamięci 10-lecia wyjścia wojsk radzieckich z Afganistanu” (Białoruś)